# ألبيرتو دينيغري
ألبيرتو دينيغري (بالإسبانية: Alberto Denegri)‏ لاعب كرة قدم بيروفي راحل كان يجيد اللعب في خط الوسط .
لعب طوال مسيرته الرياضية في نادي يونيفيرسيتاريو ديبورتيس . شارك مع منتخب بيرو في بطولة كأس العالم 1930 في الأوروغواي .

## وصلات خارجية
- ألبيرتو دينيغري على موقع الاتحاد الدولي (مؤرشف)  (الإنجليزية)
- ألبيرتو دينيغري على موقع قاعدة بيانات كرة القدم.إي يو (الإنجليزية)
- ألبيرتو دينيغري على موقع ناشيونال فوتبول تيمز (الإنجليزية)
- ألبيرتو دينيغري على موقع Soccerway.com (الإنجليزية)
- ألبيرتو دينيغري على موقع عالم كرة القدم.نت (الإنجليزية)
- ألبيرتو دينيغري على موقع أوليمبيديا (الإنجليزية)
- هذا السيرة الذاتية